# Louis Paulsen
Louis Paulsen (15. ledna 1833, Blomberg – 18. srpna 1891, tamtéž) byl německý šachový mistr druhé poloviny 19. století, mladší bratr jiného německého šachisty Wilfrieda Paulsena.
Svým pojetím šachu Paulsen daleko předstihl svou dobu, neboť se dokázal zcela vymanit z romantických vlivů. O jeho síle a originalitě svědčí skutečnost, že v zahájení volil systémy, které se běžně používají dodnes. Jako první použil například roku 1880 v turnajové praxi Královskou indickou obranu a je po něm pojmenována jedna varianta Skotské hry (1. e4 e5 2. Nf3 Nc6 3. d4 exd4 4. Nxd4 Bc5 5. Be3 Qf6 6. c3 Nge7 7. Bb5).
Známým hráčem ve světovém měřítku se Paulsen stal po svém úspěchu na turnaji při prvním americkém šachovém kongresu v New Yorku v roce 1857, kde skončil druhý za Paulem Morphym. Byl také vynikající ve hře naslepo, v roce 1859 hrál patnáct partií najednou bez pohledu na šachovnici.

## Přehled úspěchů Louise Paulsena
- druhé místo turnaji při prvním americkém šachovém kongresu v New Yorku v roce 1857, kde prohrál až ve finále s Paulem Morphym 1:5 (=2).
- vítězství na vyřazovací turnaji v Bristolu roku 1861,
- vítězství v zápase s Ignácem von Kolischem roku 1861 v poměru 7:6 (=18),
- druhé místo na mezinárodním turnaji v Londýně v roce 1862 s 11 body za Adolfem Anderssenem (12 bodů) v konkurenci dalších dvanácti předních světových hráčů,
- remíza v zápase s Adolfem Anderssenem roku 1862 3:3 (=2),
- vítězství na turnaji v Hamburku roku 1868 společně Adolfem Anderssenem před Johannesem Zukertortem, Johanessem von Minckwitzem a Emilem Schalloppem (všichni 2 body) a Alexanderem Alelxanderem (1 bod).
- vítězství na turnaj v Krefeldu roku 1871 (zúčastnilo se šest hráčů) s 5,5 body před Adolfem Anderssenem (5 bodů) a von Minckwitzem (4,5 bodu),
- dvě vítězství v zápase s Adolfem Anderssenem: roku 1876 5:4 (=1) a roku 1877 5:3 (=1)
- vítězství na šachovém turnaji v Lipsku roku 1877 před Adolfem Anderssenem, Johannesem Zukertortem a Simonem Winawerem (celkem se zúčastnilo dvanáct hráčů).
- vítězství na turnaji ve Frankfurtu roku 1878 (zúčastnilo se deset hráčů) s 8 body před Rakušanem Adolfem Schwarzem (6,5 bodu), Anderssenem (6 bodů) a von Minckwitzem (5 bodů),
- druhé místo na turnaji v Lipsku roku 1879 s 9 body za Bertholdem Englischem (9,5 bodu),
- vítězství na turnaj v Brunšviku roku 1880 (zúčastnilo se jedenáct hráčů) s 8 body před Němcem Fritzem Riemannen (1859 – 1832) (6,5 bodu), Schwarzem, von Minckwitzem a dalším německým šachistou Karlem Wemmersem (všichni 6 bodů).